# Bartgras
Das Bartgras (Bothriochloa ischaemum (L.) Keng) ist eine Pflanzenart aus der Familie der Süßgräser (Poaceae). Es bestehen auch die Bezeichnungen Gemeines oder Gewöhnliches Bartgras. Für die Schweiz ist auch die Bezeichnung Hühnerfuss belegt. Als Synonym des wissenschaftlichen Namens besteht auch die Bezeichnung Andropogon ischaemum L. bzw. Dichanthium ischaemum (L.) Roberty.

## Beschreibung

### Vegetative Merkmale
Die ausdauernde Pflanze erreicht Höhen zwischen 15 und 60 (bis 100) Zentimetern. Sie ist ein Hemikryptophyt. Die Stängel sind meist gekniet-aufsteigend, sind glatt und kahl und tragen 4 bis 12 Knoten. Die Blätter des Bartgrases sind graugrün, 8 bis 20 Zentimeter lang und 2 bis 4 Millimeter breit, die Blatthäutchen sind als Haare ausgebildet. 

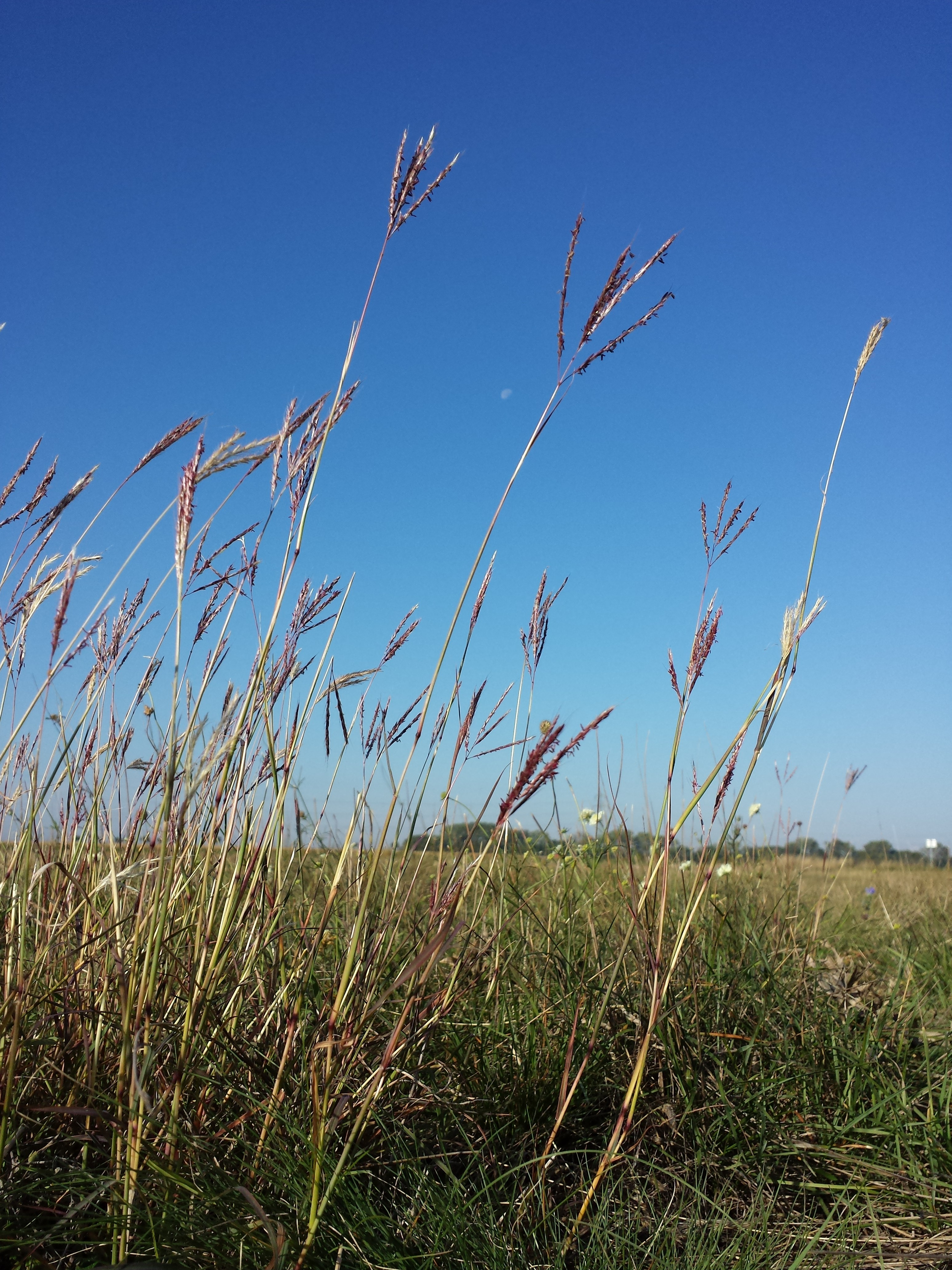
Habitus

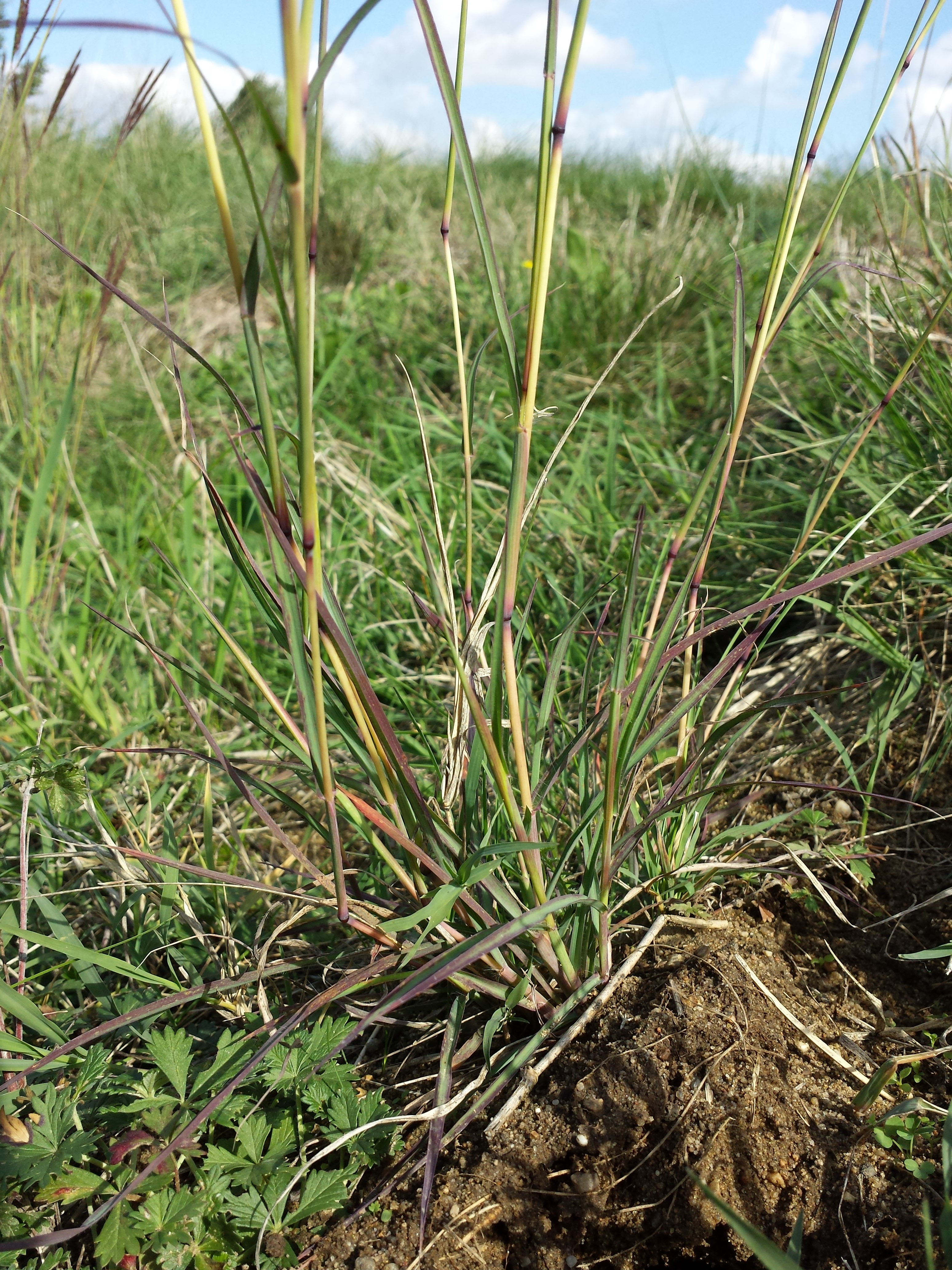
Vegetative Teile des Bartgrases

### Generative Merkmale
Die Blütezeit ist Juli bis Oktober. Der Blütenstand besteht aus (2-) 3 bis 6 (bis 10) ährenförmigen Blütentrauben. Sie sind hellviolett gefärbt. Die Trauben sind fast fingerförmig angeordnet, jede ist 3 bis 8 Zentimeter lang und steil aufrecht gerichtet. Die Traubenachse ist zwischen den Ährchenpaaren dicht mit 2 bis 3 Millimeter langen Haaren besetzt. Diese Achse zerfällt zur Reifezeit. Die Ährchen sind in Paaren angeordnet; das eine ist sitzend und begrannt, das andere gestielt und unbegrannt. Die Ährchen sind 3,5-4,5 mm lang, schmal elliptisch, aber zugespitzt. Die Granne des sitzenden Ährchens ist 8 bis 16 Millimeter lang. Die Hüllspelzen sind fast gleich und 3 bis 4 Millimeter lang. Die Deckspelze des unteren, männlichen oder sterilen Blütchens ist 3 bis 3,5 Millimeter lang, durchsichtig und an den Rändern kurz behaart. Die Deckspelze des oberen, zwittrigen Blütchens ist etwa 1,5 Millimeter lang, 0,5 Millimeter breit und läuft in die lange gedrehte Granne aus. Auch das gestielte Ährchen ist zweiblütig. Seine Hüllspelzen sind denen des sitzenden Ährchens ähnlich. Das untere Blütchen ist männlich; seine Staubbeutel sind 1,5 bis 2 Millimeter lang oder wie das obere verkümmert und steril.
Die Chromosomenzahl beträgt 2n = 40.

## Ökologie
Das Bartgras entfaltet sich erst im Sommer und Herbst.

## Vorkommen
Das Bartgras kommt in den gemäßigten Zonen Eurasiens und in Nordwestafrika vor. In Amerika ist es ein Neophyt. Es wächst auf sommerwarmen, aber nicht zu trockenen, mageren, basenreichen, meist kalkhaltigen, neutralen bis milden, humosen, lockeren, flachgründigen Steinböden oder tiefgründigen Sand- oder Lössböden. Es gedeiht in Mitteleuropa in Gesellschaften der Klasse Festuco-Brometea, oft etwa im Xerobrometum. Es steigt in den Alpen oberhalb Tartsch bis 1350 Meter im Kanton Wallis bei Törbel bis 1400 Meter Meereshöhe auf. Im Kaukasus werden Höhen von 1830 Meter, in Turkestan 2650 Meter und in Tibet sogar 4000 Meter erreicht. Dagegen steigt die Art in Bayern nur bis 500 Meter auf.
In Deutschland ist das Bartgras im Süden nur vereinzelt vertreten. Die Nordgrenze der Verbreitung in Deutschland verläuft vom Raum Bonn nach Sachsen-Anhalt mit den Gebieten um Halberstadt, Staßfurt und Halle (Saale). In Sachsen kommt es im Bereich von Dresden, Meißen und Bautzen vor. In gebirgigen Gebieten der Region fehlt es. Conert vermutet, dass dieses Fehlen mit lokalklimatischen Ansprüchen der Art und eventuell besonders zeitweiser Luftfeuchtigkeit zusammenhängt, was noch genauerer Untersuchung bedarf.
In Österreich tritt das Bartgras im pannonischen Gebiet zerstreut, sonst nur selten in der collinen bis submontanen Höhenstufe auf. Die Vorkommen erstrecken sich auf alle Bundesländer außer Salzburg, in Vorarlberg ist es ausgestorben. Das Bartgras gilt im westlichen Alpengebiet Österreichs sowie im nördlichen Alpenvorland als gefährdet.
Die ökologischen Zeigerwerte nach Landolt & al. 2010 sind in der Schweiz: Feuchtezahl F = 1+ (trocken), Lichtzahl L = 4 (hell), Reaktionszahl R = 3 (schwach sauer bis neutral), Temperaturzahl T = 4+ (warm-kollin), Nährstoffzahl N = 2 (nährstoffarm), Kontinentalitätszahl K = 4 (subkontinental).

## Verwendung
Aus den Wurzeln (als italienische Reiswurzeln bekannt) werden Borsten für Bürsten hergestellt. In der Heilkunde wurde das Bartgras als Ersatz für Kamelgras verwendet und wie dieses lateinisch als Juncus odoratus bezeichnet.

## Bilder

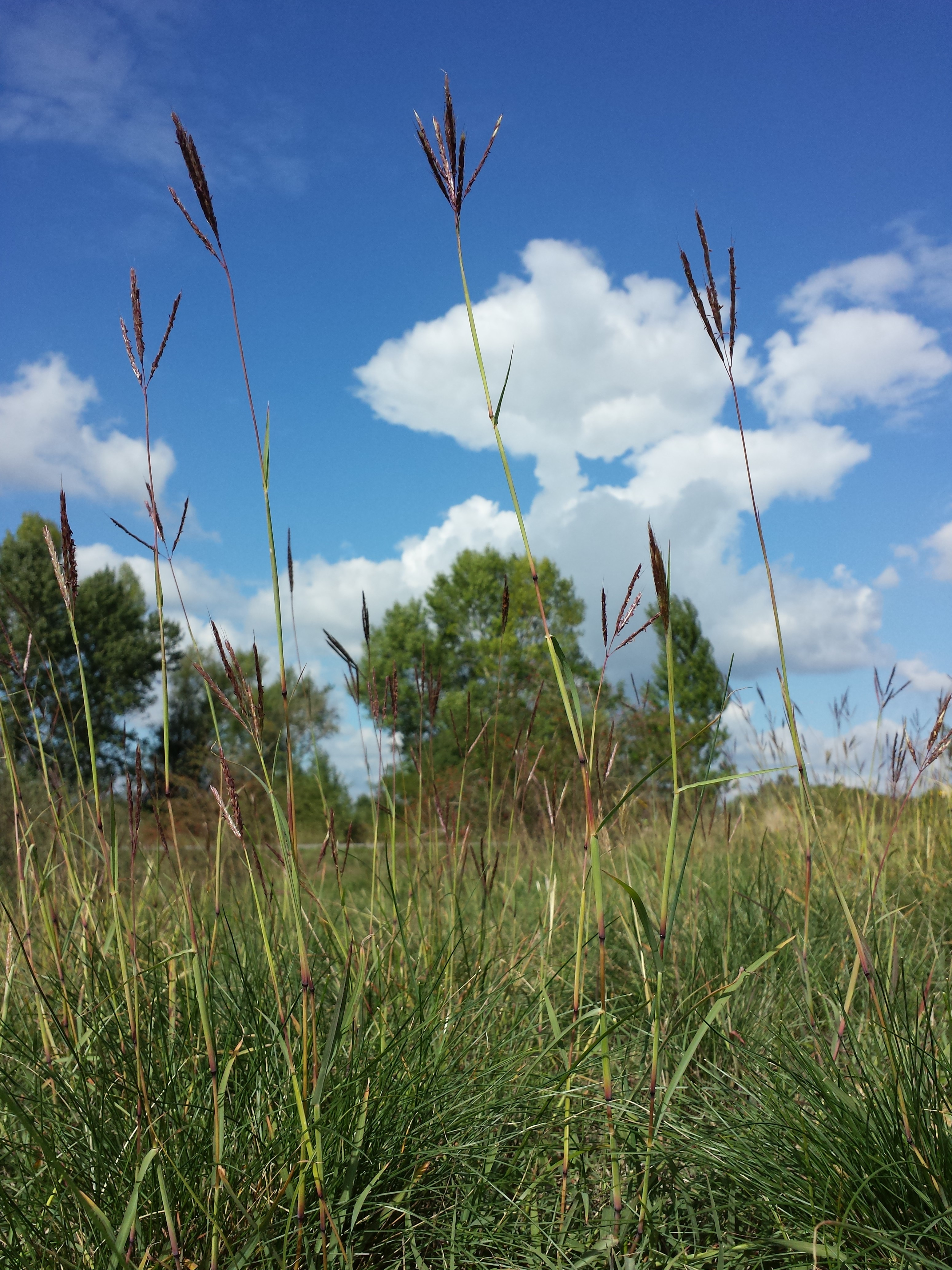
Habitus
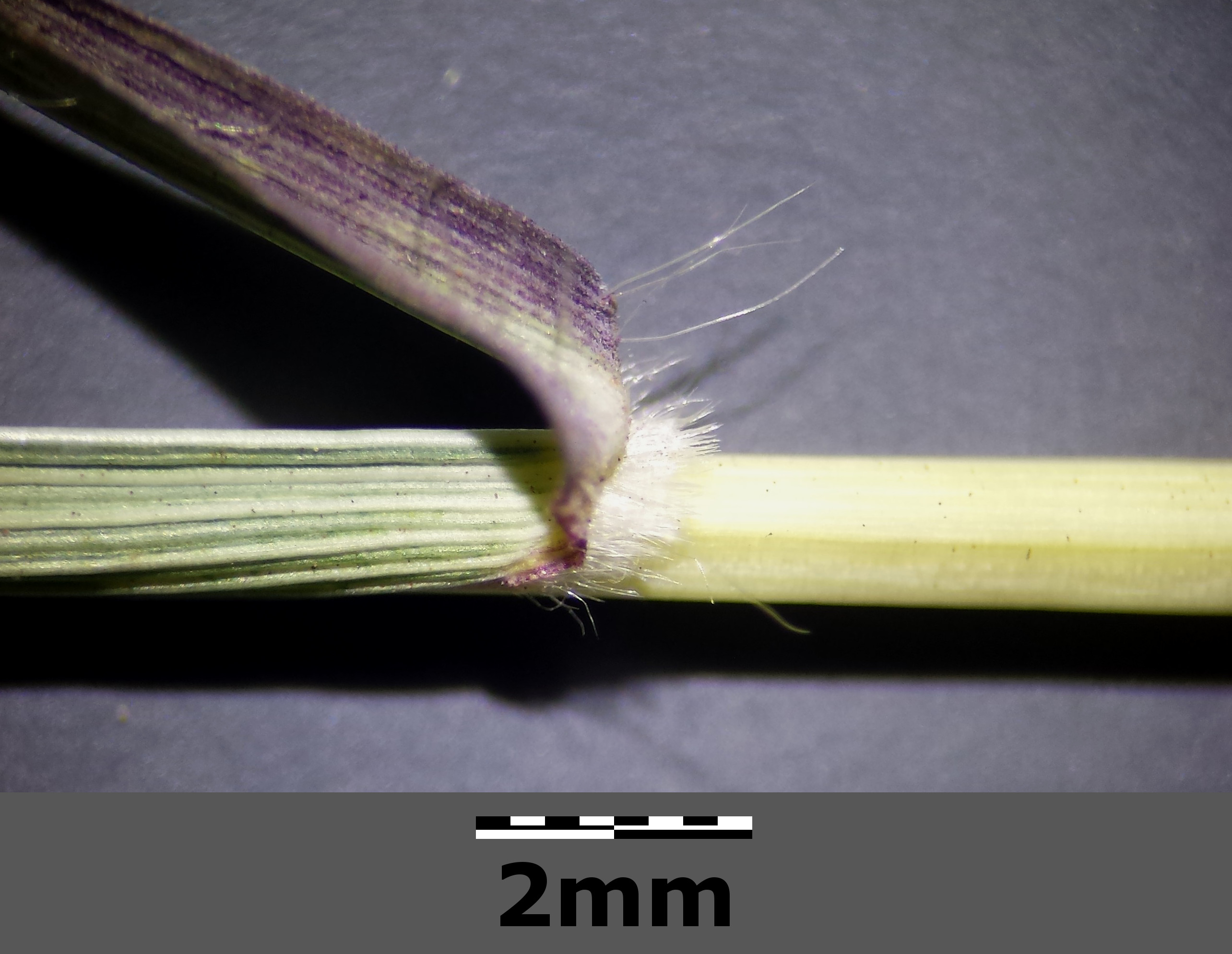
Stängel mit Laubblatt: das Blatthäutchen ist durch einen Haarkranz ersetzt.
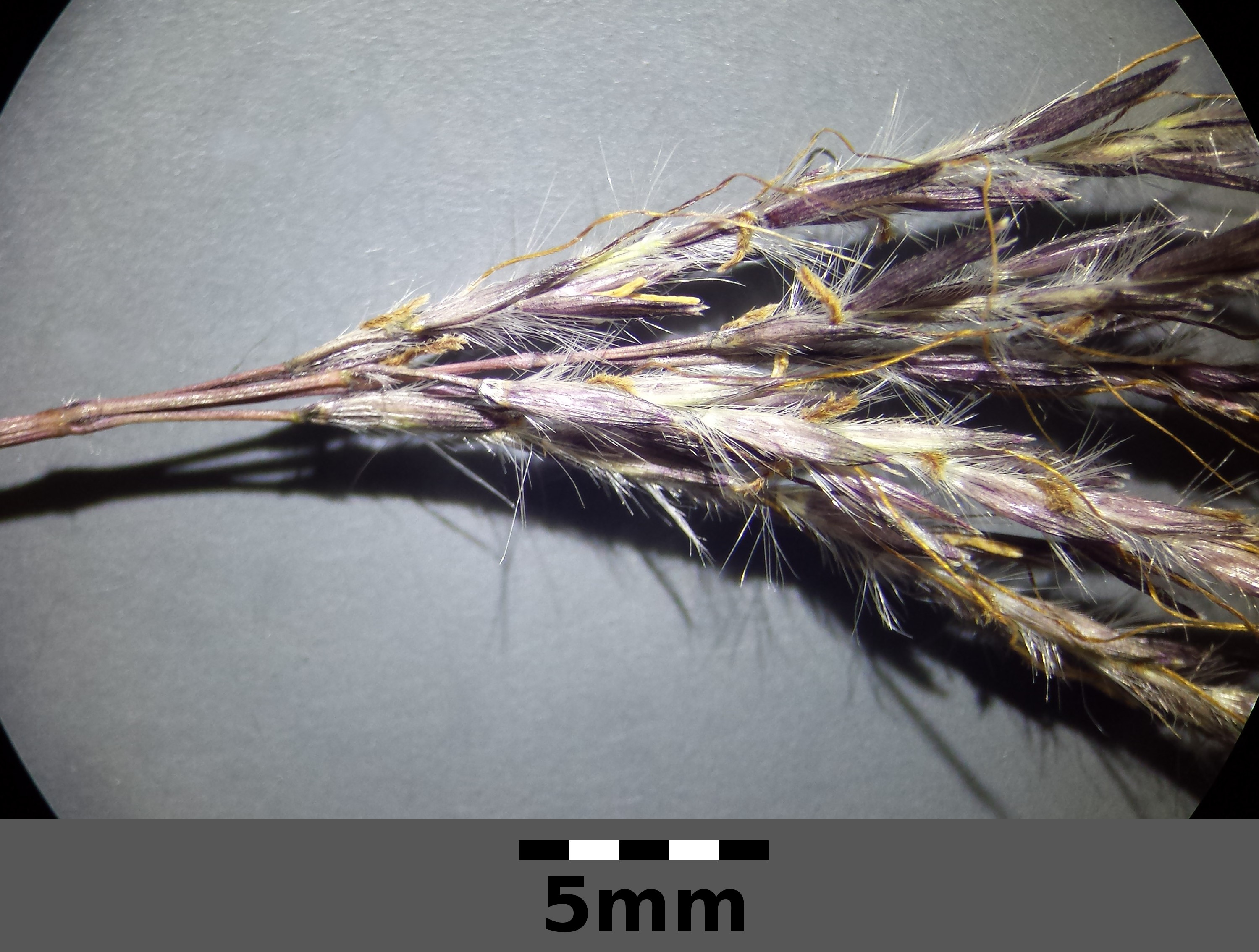
An der Spitze des Stängels sind meist 5 bis 9 Trauben fingerförmig angeordnet.
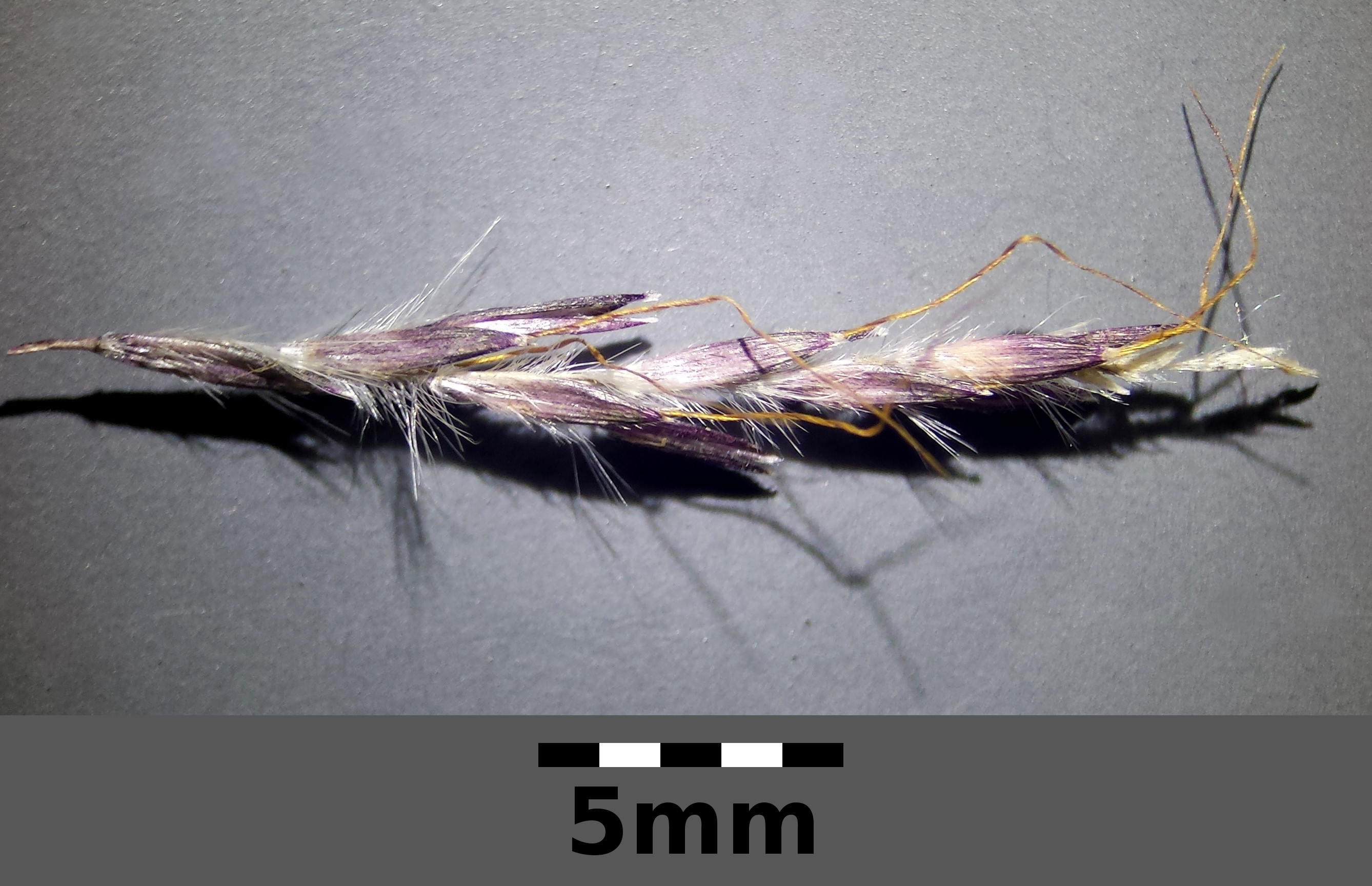
Auf der steifzottigen Traubenachse sitzen mehrere violettbraune Ährchen.
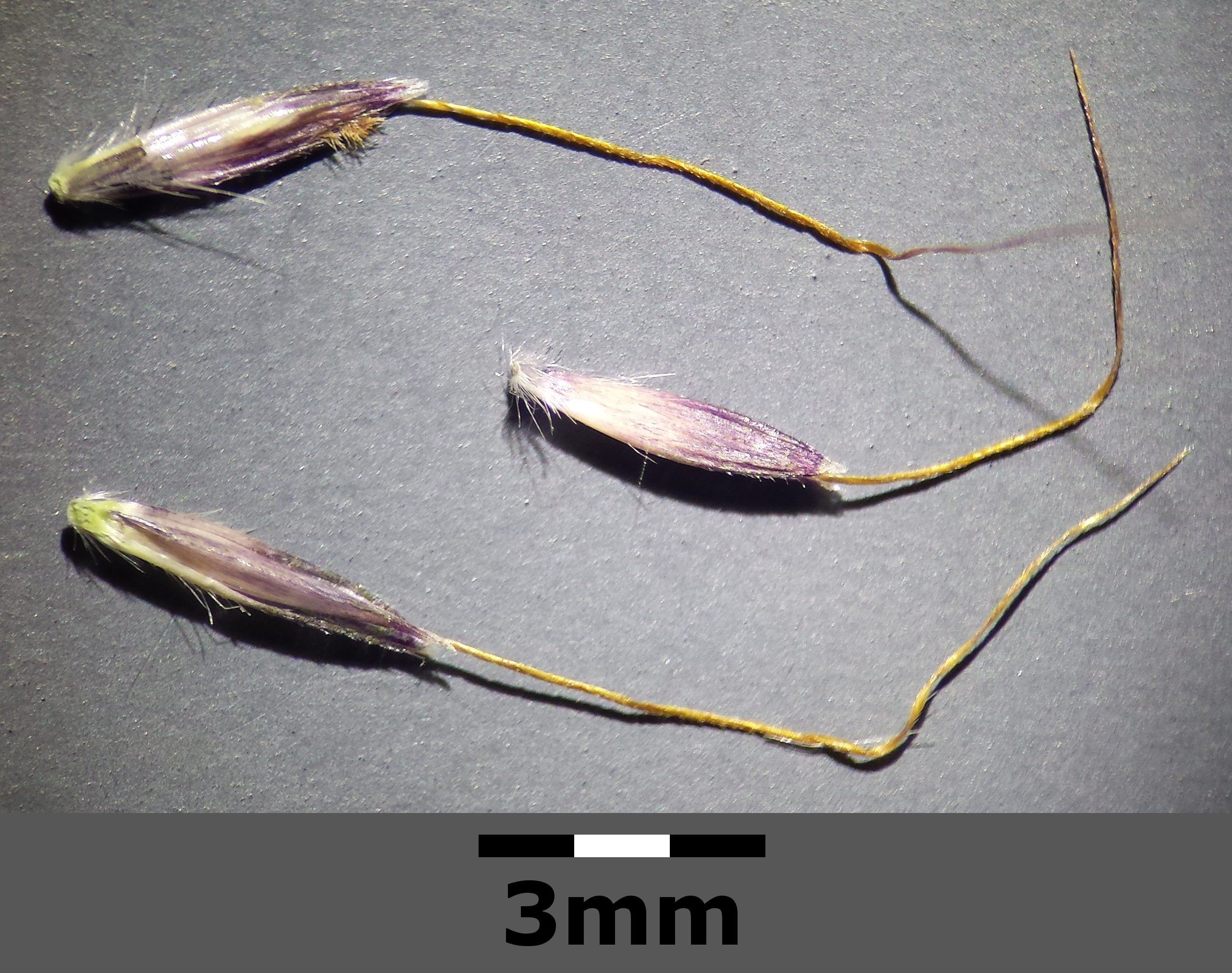
Einzelne Ährchen: die obere Deckspelze der zwittrigen Blüten weist eine 8 bis 16 mm lange, undeutlich gekniete Granne auf.